# Bătălia de la Maraton
Bătălia de la Maraton a avut loc în anul 490 î.Hr., între armata persană care invadase Grecia continentală și o alianță a orașelor-stat (polisuri) grecești.
A fost un episod hotărâtor din cadrul Războaielor medice, fiind prima dată când perșii au fost înfrânți decisiv într-o bătălie deschisă. Bătălia de la Maraton a marcat sfârșitul primei invazii a perșilor în Grecia, aceștia fiind siliți să se retragă în Asia. Deși războaiele dintre greci și perși au continuat, cu unele întreruperi, încă mulți ani, bătălia de la Maraton a demontat mitul invincibilității persane, pregătind terenul pentru următoarele bătălii victorioase ale grecilor, de la Salamina și Plateea.

## Cadrul istoric
La sfârșitul secolului al VI-lea î.Hr., Imperiul persan, în plină ascensiune, pusese piciorul și pe continentul european, cucerind o parte din Tracia, în timpul celebrei expediții a lui Darius I (Regele regilor, 521-486 î.Hr.) din anul 514 î.Hr. împotriva sciților de la nord de Dunăre.
Predecesorul lui Darius, Cirus „cel Mare” (558-528 î.Hr.), cucerise în 546 î.Hr., printre alte provincii din Asia Mică, și regatul Lidiei, de care depindeau, cel puțin nominal, toate coloniile grecești din Ionia, unde se înfiripase o confederație de douăsprezece polisuri deosebit de înfloritoare din punct de vedere economic și cultural. Darius a înăsprit însă modul de stăpânire a acestor orașe grecești, impunând condiții mai dure. Astfel, Ionia a fost integrată cu Lidia într-o singură provincie (satrapie) cu sediul la Sardes, iar în locul unor contribuții neregulate au fost instituite tributuri anuale fixe, ceea ce a stârnit mari nemulțumiri.
Dar nu numai constrângerile economice, ci, mai ales, profundul atașament pentru ideea de libertate, este adevărata cauză a revoltei care cuprinde întreaga Ionie, începând cu anul 499 î.Hr.. Darius își trimise atunci imensele armate să înăbușe rapid această revoltă. Zadarnic s-au adresat ionienii celorlalte polisuri grecești pentru ajutor armat; singurele cetăți care au răspuns pozitiv au fost doar Atena și Eretria. Expediția navală organizată de acestea în 498 î.Hr. a debarcat trupe în Asia Mică, dar după ce au înaintat până la Sardes (unde au incendiat palatul satrapului persan și templul zeiței Cybele), atenienii și eretrienii au fost nevoiți să se retragă și să se reîmbarce în mare grabă.

Harta războaielor greco-persane

Lăsați singuri, și incapabili de altfel să se înțeleagă între ei, ionienii au fost învinși decisiv în bătălia navală de la Lade⁠(d) (494 î.Hr.). Miletul, cel mai dezvoltat și bogat oraș al confederației ioniene a fost luat cu asalt și distrus din temelii. Astfel, perșii au pus din nou stăpânire pe Ionia, asupra căreia au instituit un regim de teroare.
Polisurile (orașele-stat) Atena și Eretria, care sprijiniseră revolta ioniană eșuată împotriva Imperiului Persan între 499 și 493 î.Hr., deveniseră acum ținta prioritară a lui Darius I. Darius era mânat atât de dorința de răzbunare, cât și de planul strategic, mai ambițios, de a supune întreaga Grecie, pentru a împiedica pe viitor sprijinul cetăților din Grecia continentală pentru eventualele revolte ale grecilor din Asia Mică.
Pretextul formal al expediției persane era răzbunarea incendierii templului din Sardes de către contigentul atenian care participase la expediția făcută în Asia Mică, pentru a-i ajuta pe conaționalii ionieni, în anul 498 î.Hr.
O expediție preliminară condusă de Mardonius⁠(d), ginerele lui Darius, în 492 î.Hr., menită să pregătească invazia terestră asupra Greciei, recucerise Tracia și forțase Macedonia să devină regat vasal Persiei. Mardonius fiind însă rănit, a fost obligat sa-și întrerupă marșul spre Atena și să se retragă în Asia Mică.

## Preludiul bătăliei
Întregul an 491 î.Hr. a fost dedicat pregătirilor militare și diplomatice pentru ofensiva Imperiului persan. Darius a trimis ambasadori în principalele orașe-state grecești cerându-le să i se supună și să îi ofere „pământ și apă” (gestul simbolic de supunere la perși). Multe dintre ele au primit această propunere, dar Atena și Sparta au refuzat categoric (ba mai mult, Sparta, conform lui Herodot, i-a ucis pe trimișii lui Darius.
Totuși, nici Sparta și nici Atena nu au luat măsuri reale pentru a preîntâmpina iminentul atac persan.
În anul 490 î.Hr. imensa armată și flotă persană s-a pus în mișcare. În fruntea ei se aflau doi comandanți: Artaphernes⁠(d), nepot al lui Darius, care comanda armata terestră, și Datis⁠(d), care comanda flota. Armata, după ce s-a îmbarcat pe corăbii în porturile de pe coasta ioniană, a traversat direct Marea Egee în direcția insulei Eubeea; în trecere a cucerit insulele Naxos și Delos.

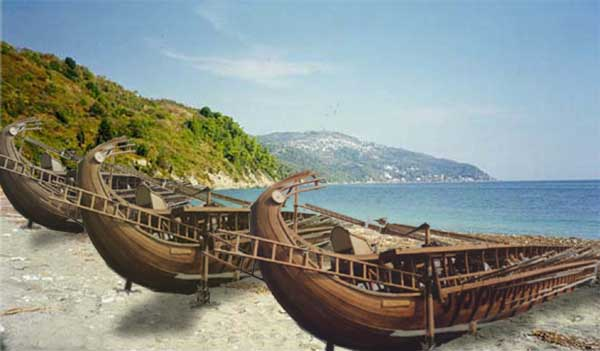
Nave persane la țărm

Odată ajunși pe insula Eubeea, perșii au distrus cetatea Carystos, care refuzase să-și deschidă porțile în fața lor, apoi au cucerit Eretria, abandonată de aliații săi atenieni. A fost prima etapă a răzbunării lui Darius pentru intervenția Atenei și Eretriei în revolta ioniană: Eretria a fost complet distrusă, iar populația care a mai scăpat cu viață a fost deportată tocmai în interiorul Persiei (la Arderika, în apropiere de capitala Susa).
Flota persană a navigat apoi spre sud, spre coasta peninsulei Attica, pentru a finaliza obiectivul final al campaniei - pedepsirea Atenei. Fostul tiran al Atenei, Hippias, acum exilat, îi însoțea pe perși, în calitate de consilier militar. Hippias era fiul lui Pisistrate și spera să-și restabilească autoritatea în Atena, contând nu numai pe ajutorul persan, ci și pe complicitatea unora dintre atenieni, care își aminteau de regimul pisistrazilor ca despre o „vârsta de aur” a Atenei.
La sfârșitul lunii august a anului 490 î.Hr., întreaga flotă (în jur de 600 de corăbii) a ancorat în golful de la Maraton - perșii se aflau acum la doar 42 km de Atena.

## Forțele combatante

### Armata persană

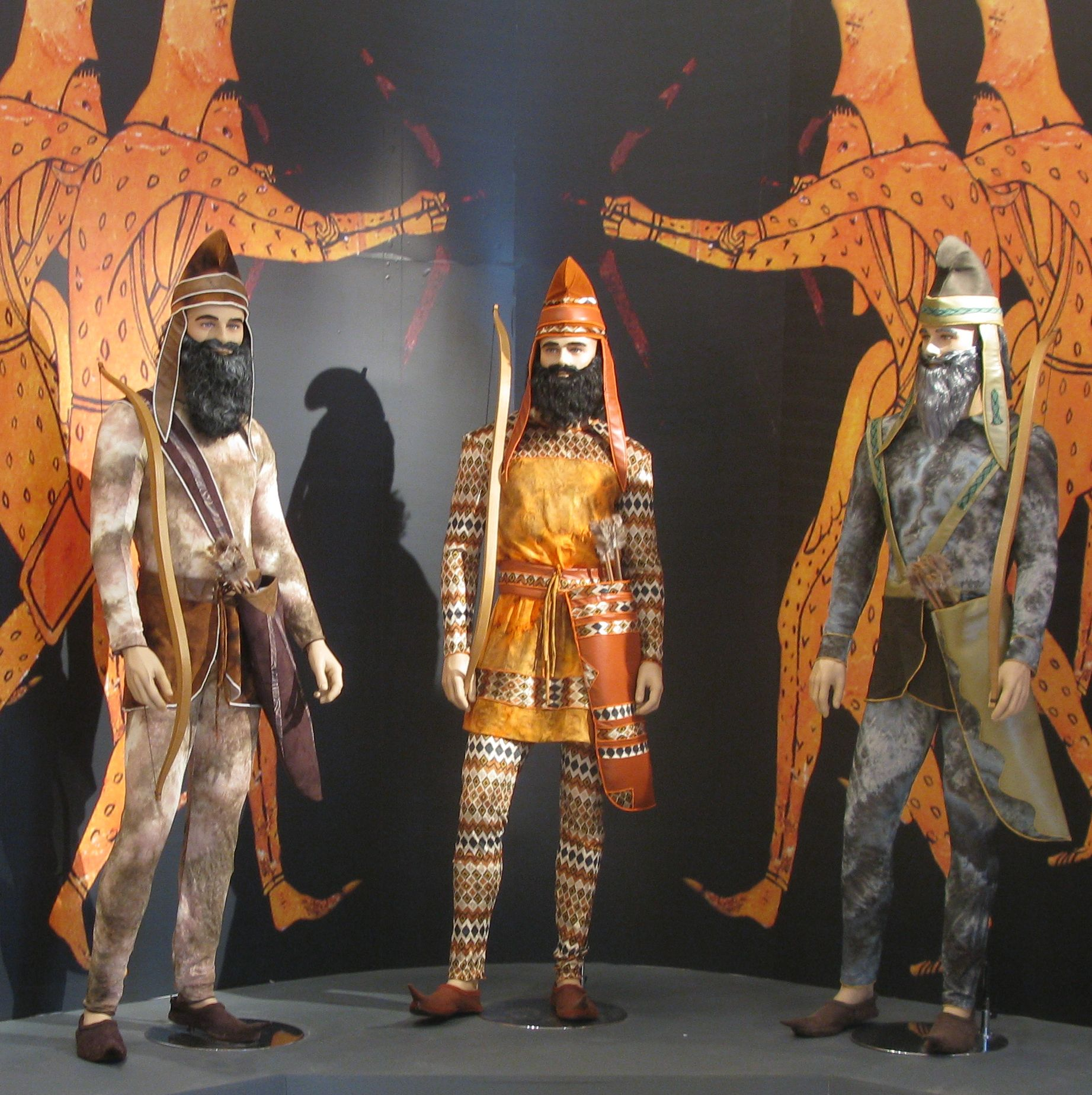
Arcași perși

Principala sursă pentru Războaiele Greco-Persane, istoricul grec Herodot, supranumit și „părintele Istoriei”, spune că flota persană era compusă din 600 de trireme. El nu dă indicații exacte referitoare la mărimea armatei persane, spunând doar că „[perșii] erau în număr foarte mare”. Alți autori antici, ca poetul Simonides și autorul roman Cornelius Nepos (care a scris într-o epocă mai târzie) estimează că perșii aveau 200.000 soldați pedeștri și 10.000 de călăreți. Plutarch și Pausanias dau amândoi, independent, cifra de 300.000 pentru efectivele persane.
Istoricii moderni consideră aceste cifre ca fiind exagerate. O abordare credibilă pentru estimarea efectivelor pornește de la faptul că Herodot spune că la a doua invazie a Greciei (cea încheiată cu bătăliile de la Termopile și Salamina) fiecare triremă avea la bord 30 de ostași complet echipați (pe lângă cei 14 sau 15 marinari), deci cele 600 de trireme care acostaseră în golful Maraton puteau transporta ușor cel puțin 18.000 de soldați. Consensul istoricilor situează numărul perșilor la circa 25.000, plus circa 1.000 călăreți.
Oricum, efectivele armatei persane erau net superioare, ca număr, celor ateniene.

### Armata greacă

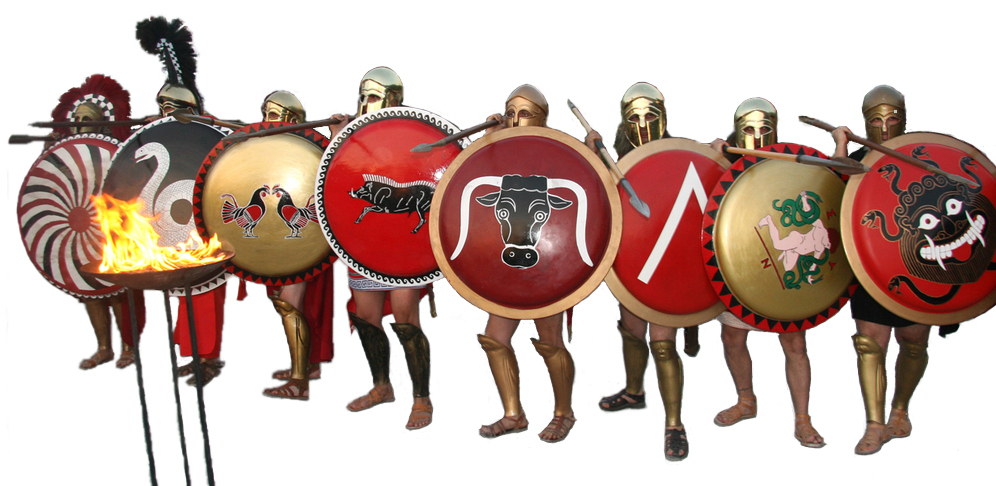
Hopliți

În fața pericolului care o amenința, Atena ceruse ajutor Spartei. Spartanii însă, reținuți de scrupule de natură religioasă, nu s-au pus în mișcare înainte de a fi lună nouă, adică șase zile mai târziu: când ei au ajuns la locul bătăliei, aceasta se terminase deja. Dintre celelalte polisuri grecești, numai fidela aliată a Atenei, Plateea, a avut curajul să trimită un efectiv de circa 1000 de oameni. Herodot nu dă informații concrete referitoare la efectivul armatei ateniene, dar istoricii de mai târziu consideră că Atena trimisese la Maraton între noua și zece mii de hopliți. La aceștia se mai adăuga probabil un anumit număr de soldați ușor înarmați și de sclavi (Pausanias susținea că la Maraton au luptat pentru prima oară și sclavii, alături de oamenii liberi).

## Bătălia

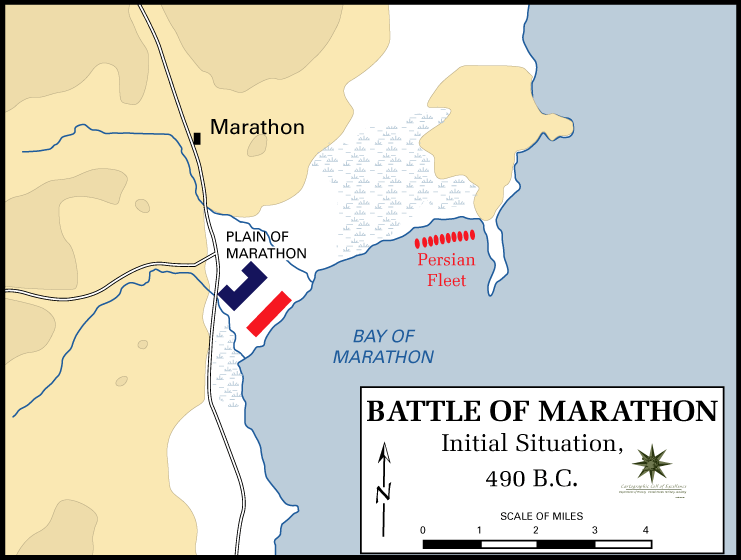
Bătălia de la Maraton - situația inițială

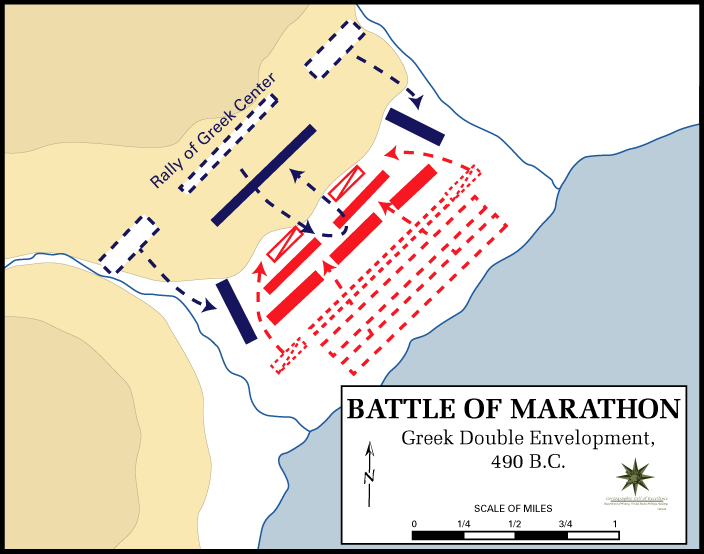
Bătălia de la Maraton - manevra grecilor de învăluire

Unul dintre cei zece strategi ai Atenei (funcție electivă anuală) era Miltiades cel Tânăr. El era cel care reușise să influențeze forul suprem de conducere atenian (adunarea poporului) să hotărască acceptarea luptei în câmp deschis, în locul apărării în spatele zidurilor cetății. Miltiades cunoștea foarte bine tacticile de luptă persane: în calitate de conducător al coloniei ateniene Chersones, el îl însoțise pe Darius I în timpul celebrei sale expediții din anul 514 î.Hr. împotriva sciților de la nord de Dunăre. Cu autoritatea pe care i-o conferea experiența sa militară și cunoștințele sale despre componența armatei persane, Miltiades l-a convins pe polemarhul Callimachos (comandantul suprem al armatei ateniene), să declanșeze neîntârziat atacul.
Armata persană, aflată cu spatele la mare, era aprovizionată de flota care staționa în golful Maraton. Perșii nu au fost alarmați de liniștea care domnea în tabăra atenienilor și au continuat să debarce - se considerau avantajați prin superioritatea lor numerică.
Miltiades i-a aranjat pe cei 9000 de atenieni și pe cei 1000 de plateeni în linie de bătaie între înălțimile de la Agriliki și Krotoni, la o bătaie de săgeată de forțele persane. Spre sfârșitul dimineții, grecii au cântat un imn de mulțumire adresat zeilor și au început să înainteze spre tabăra persană. Profitând și de faptul că o parte dintre perși erau ocupați cu descărcarea proviziilor de pe corăbii și cu acțiuni de recunoaștere în zonă, Miltiades a declanșat atacul într-un mod oarecum atipic pentru acele vremuri: în loc să înainteze lent, pentru a ține strânsă formația de luptă (falanga), hopliții au atacat în pas alergător infanteria persană, care era cel puțin de două ori mai numeroasă. La circa 700 de metri de linia inamicului, mulțimea de bărbați a început să strige temutul lor cântec de încurajare și de chemare la luptă: Ελελευ! Ελελευ! („Eleleu! Eleleu!”). Atacul lor părea sa fie un act de sinucidere, mai ales că atenienii nu aveau nici cavalerie și nici arcași. Văzând cum înaintează tot mai repede, comandanții persani și-au așezat trupele. Soldații cu scuturile lor ușoare s-au așezat în față, iar miile de arcași s-au așezat în spate. Hopliții au rezistat însă, datorită scuturilor lor masive, șiroaielor de săgeți care au întunecat cerul, trase de arcașii perși.
Iată cum descrie Herodot în opera sa Historiai („Istorii”), scrisă cu 50 de ani mai târziu, desfășurarea bătăliei:
După ce atenienii se rânduiră pentru bătălie... s-a dat semnalul. Atenienii porniră în fugă și se năpustiră asupra barbarilor... Când perșii i-au văzut pe vrăjmași atacându-i în fuga mare, s-au pregătit să primească atacul, cumpănind numărul neînsemnat al atenienilor și atacul la care porniseră aceștia - fără cavalerie și arcași. Ei au crezut că i-a cuprins nebunia, închipuindu-și că această sminteală a lor îi va pierde cu siguranță. Atenienii însă, când se încleștară strâns cu barbarii, se luptară în chip vrednic de pomenit. Bătălia de la Maraton a ținut mult... După ce perșii au fost puși pe fugă, atenienii îi urmăriră... până ce, ajungând la mare, cerură să li se pună la îndemână foc și atacară chiar corăbiile acelora.
În prima fază a bătăliei, perșii înaintaseră în partea centrală a frontului (vezi prima hartă alăturată), dar la cele doua aripi grecii au reușit să-i copleșească, întorcându-se apoi împotriva dușmanului învingător la centru și zdrobindu-l (o manevră clasică de dublă învăluire - vezi a doua hartă). Presiunea deosebit de puternică exercitată de rândurile compacte ale hopliților greu înarmați a zdrobit și risipit masa lipsită de coeziune a arcașilor și călărimii persane.

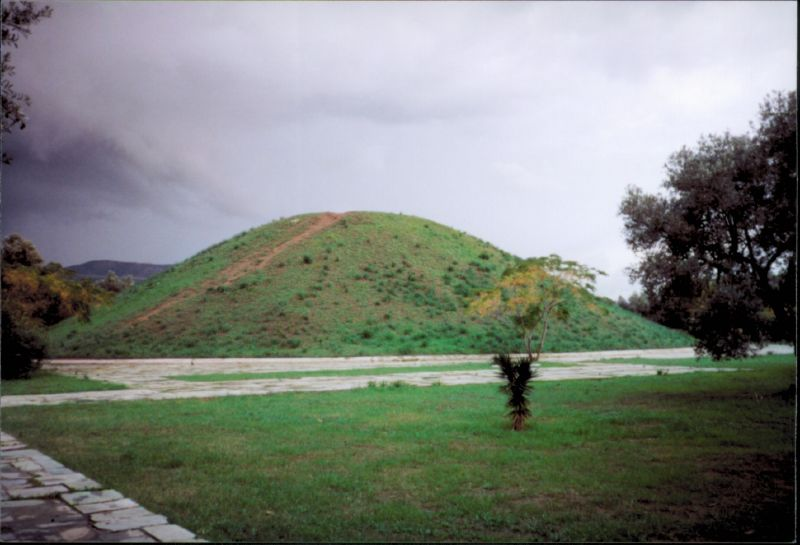
Tumulul de la Maraton, unde au fost îngropați eroii atenieni

Flota persană i-a cules pe învinși și a ridicat ancora. Pierderile lor erau importante: 6400 de morți, precum și 7 corăbii arse de greci spre finalul bătăliei.
Pierderile atenienilor au fost surprinzător de mici: Herodot vorbește despre 192 de morți din rândurile atenienilor și 11 dintre aliații veniți din Plateea. Printre cei căzuți în luptă s-a numărat și polemarhul⁠(d) Callimachos. Ei au fost îngropați într-un tumul comun care mai domină și astăzi câmpia litorală de la Maraton.

## Data exactă a bătăliei
Herodot datează evenimentele despre care a scris în „Istoriile” sale conform unui calendar lunisolar; dar fiecare oraș-stat (polis) din vremea sa utiliza o altă variantă. Prin calcule astronomice se poate obține o dată corelată cu calendarul iulian - astfel, Philipp August Böckh (în 1855) a concluzionat că bătălia de la Maraton a avut loc pe 12 septembrie 490 î.Hr., conform calendarului iulian.

Această dată este în general acceptată de către istorici. Există însă și opinii diferite: dacă se ia în considerare faptul că spartanii nu au participat la luptă datorită motivelor religioase (ei nu s-au pus în mișcare înainte de a fi lună nouă, adică la șase zile după terminarea bătăliei), iar calendarul lor era decalat cu o lună față de cel atenian, ar rezulta că bătălia a avut loc pe 12 august 490 î.Hr..

## Consecințe
Armata persană fusese înfrântă, dar flota ei rămăsese aproape intactă. Persista încă pericolul unei debarcări chiar la Atena. Pentru a preîntâmpina acest pericol, Miltiades și ceilalți nouă strategi ai Atenei (comandantul suprem, polemarhul⁠(d) Callimachos, căzuse în luptă) au hotărât readucerea armatei la Atena. A fost un marș forțat destul de dificil, având în vedere terenul accidentat și oboseala hopliților după luptă; totuși trupele au ajuns în timp util pentru a preîntâmpina o încercare de debarcare a perșilor la Faleron (lângă Atena). Această regrupare în mare viteză a atenienilor înspre cetatea lor a făcut ca perșii să renunțe la ideea unei noi debarcări; văzând coasta Atticei așa de bine apărată, Datis și Artafernes n-au mai insistat și s-au reîntors în Asia Mică, ducând cu ei prada și prizonierii făcuți în insulele Ciclade și Eubeea.
În ochii lui Darius această expediție poate a apărut ca fiind pe jumătate reușită. Desigur, Atena scăpase de răzbunarea Marelui Rege, dar Eretria, celălalt oraș vinovat de a-i fi ajutat pe ionienii răsculați și de incendierea orașului Sardes, a fost aspru pedepsit. Eretrienii înrobiți au fost duși în inima Persiei, la Arderika, la nord de capitala Susa; cincizeci de ani mai târziu, atunci când a trecut Herodot prin această zonă, urmașii acestora încă își mai păstrau limba și obiceiurile. Toate acestea însă nu puteau face uitat eșecul debarcării în Attica. Darius aflase acum că pentru a cuceri întreaga Grecie, o debarcare susținută de flotă era insuficientă - era necesară o invazie pe calea terestră. El dorea să reia la o scară mai mare proiectul de invazie, dar problemele interne ale Imperiului Persan l-au împiedicat (înfrângerea de la Maraton a determinat revolta Babilonului și a Egiptului, revolte care s-au prelungit până după moartea lui Darius). De abia după ce urmașul său la tron, Xerxes, a restabilit ordinea în Egipt și în întregul imperiu a fost plănuită o nouă expediție în Europa.
Pentru greci însă, bătălia de la Maraton a rămas în amintire ca o victorie cu urmări capitale.
Temuta armată persană (care păruse până atunci de neînvins) a fost, pentru prima oară, zdrobită în câmp deschis de către hopliți. La Maraton, a fost salvată nu numai independența unui popor, ci o întreagă civilizație. Atenienii s-au salvat pe ei înșiși și au salvat, în același timp, Grecia. Plini de o legitimă mândrie, atenienii și-au onorat eroii căzuți în luptă, ridicând un tumul înalt pe câmpia de la Maraton și au oferit un tezaur templului din Delfi, dedicându-l acelorași eroi.
În anul următor, (489 î.Hr.) Miltiades, învingătorul de la Maraton, după ce a obținut bani sub formă de împrumuturi de la cetățenii atenieni, a întreprins pe cont propriu o expediție împotriva insulei Paros, în scopul de a-i pedepsi pe locuitorii acesteia pentru ajutorul acordat perșilor. Expediția s-a soldat însă cu un eșec; adversarii politici ai lui Miltiades au profitat de acest fapt și au cerut condamnarea la moarte a acestuia. În cele din urmă, cel care salvase Atena la Maraton a fost condamnat la închisoare, loc în care a și murit în același an.

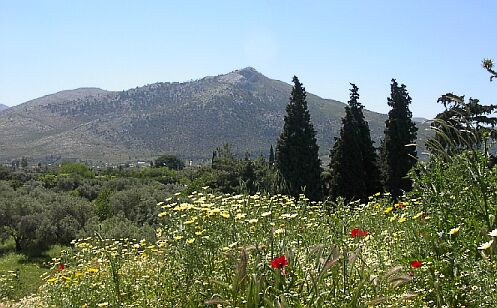
Câmpia de la Maraton, în prezent

Dar consecințele bătăliei de la Maraton pot fi urmărite chiar și până în zilele noastre. Renumitul arheolog și istoric francez François Chamoux spunea: 
A fost oprită încercarea de a impune Greciei nu numai dominația străină, ci și o filozofie politică, cea a marilor state orientale, unde, sub autoritatea suveranului de drept divin, trăiesc nu cetățeni, ci supuși, gloată fără nume, în care individul se sufocă. Acesta este destinul pe care luptătorii de la Maraton, maratonomahii, au refuzat să îl accepte pentru ei înșiși, pentru frații și urmașii lor. În fața unei Asii a cărei putere și bogăție știau foarte bine că se întemeiază pe supunerea maselor de oameni capriciilor unui monarh absolut ei au apărat cu armele idealul juridic al cetății formate din oameni liberi.
Când în lumina proaspătă a unei dimineți de început de toamnă soldații lui Miltiade, purtând pe braț scutul rotund și balansându-și sulița lungă, au pornit la atac în pas alergător în direcția perșilor, a căror masă întunecată se detașa contra luminii pe fundalul valurilor strălucitoare ale mării, ei nu luptau doar pentru ei, ci și pentru o concepție despre lume ce avea să devină mai târziu bunul comun al Europei.

## Legende asociate cu bătălia

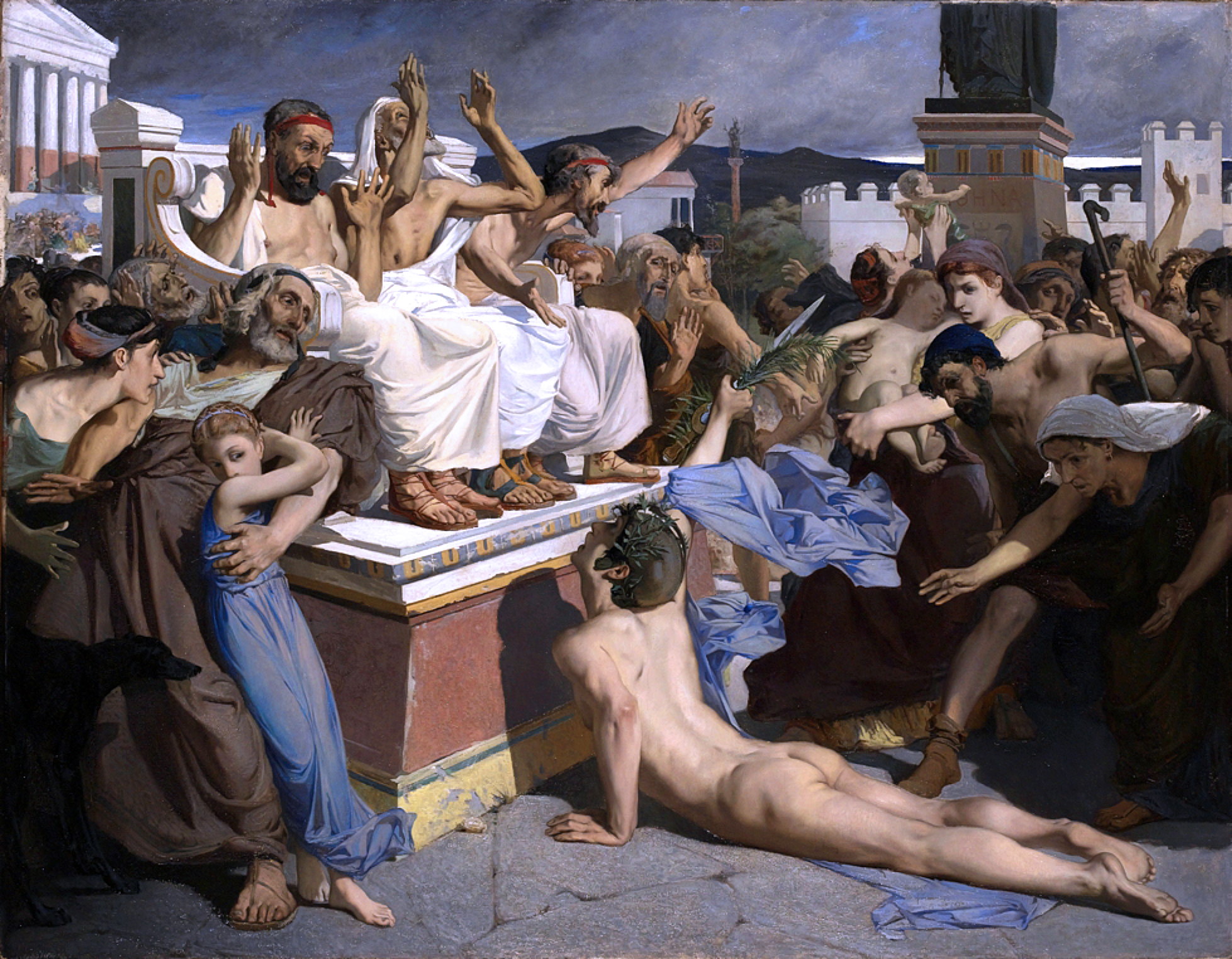
Fidipide

O legendă relatează faptul că Fidipide, un mesager atenian, a alergat distanța de 42 de kilometri de la câmpul de luptă de la Maraton până la Atena, pentru a anunța victoria asupra perșilor. În momentul în care a ajuns, a strigat: Nenikikamen (am învins!), după care a murit pe loc. Majoritatea istoricilor atribuie în mod incorect această legendă lui Herodot, care a relatat evenimentele din războaiele persane în lucrarea sa Istorii (scrisă aproximativ în anul 440 î.Hr.).
În amintirea acestui erou, la inițiativa baronului Pierre de Coubertin, în programul Jocurilor Olimpice moderne a fost inclusă proba de maraton, care se aleargă pe o distanță de 42,195 km, simbolizând distanța dintre Marathon⁠(d) și Acropola din Atena (această distanță a fost standardizată de Asociația Internațională a Federațiilor de Atletism în mai 1921).
Atenianul Eschil, cel „părintele tragediei universale”, a participat la bătăliile de la Maraton și Salamina, unde a luptat ca hoplit. În capodopera sa Perșii, singura sa tragedie cu subiect istoric care s-a păstrat, Eschil descrie povestea emoționantă a morții unui imperiu și a unei civilizații (cea persană).

## Galerie de imagini

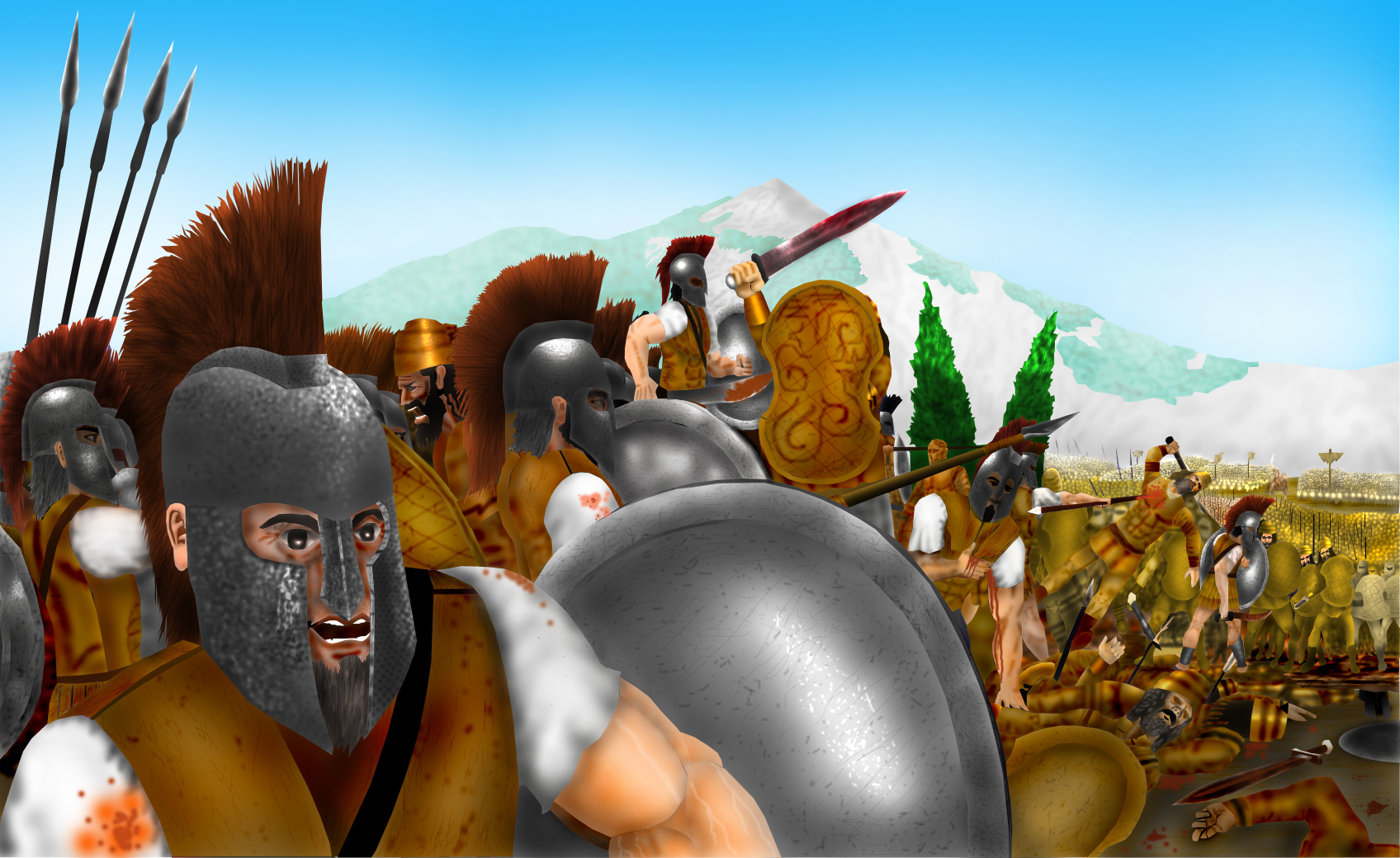
Bătălia de la Maraton - reconstituire artistică
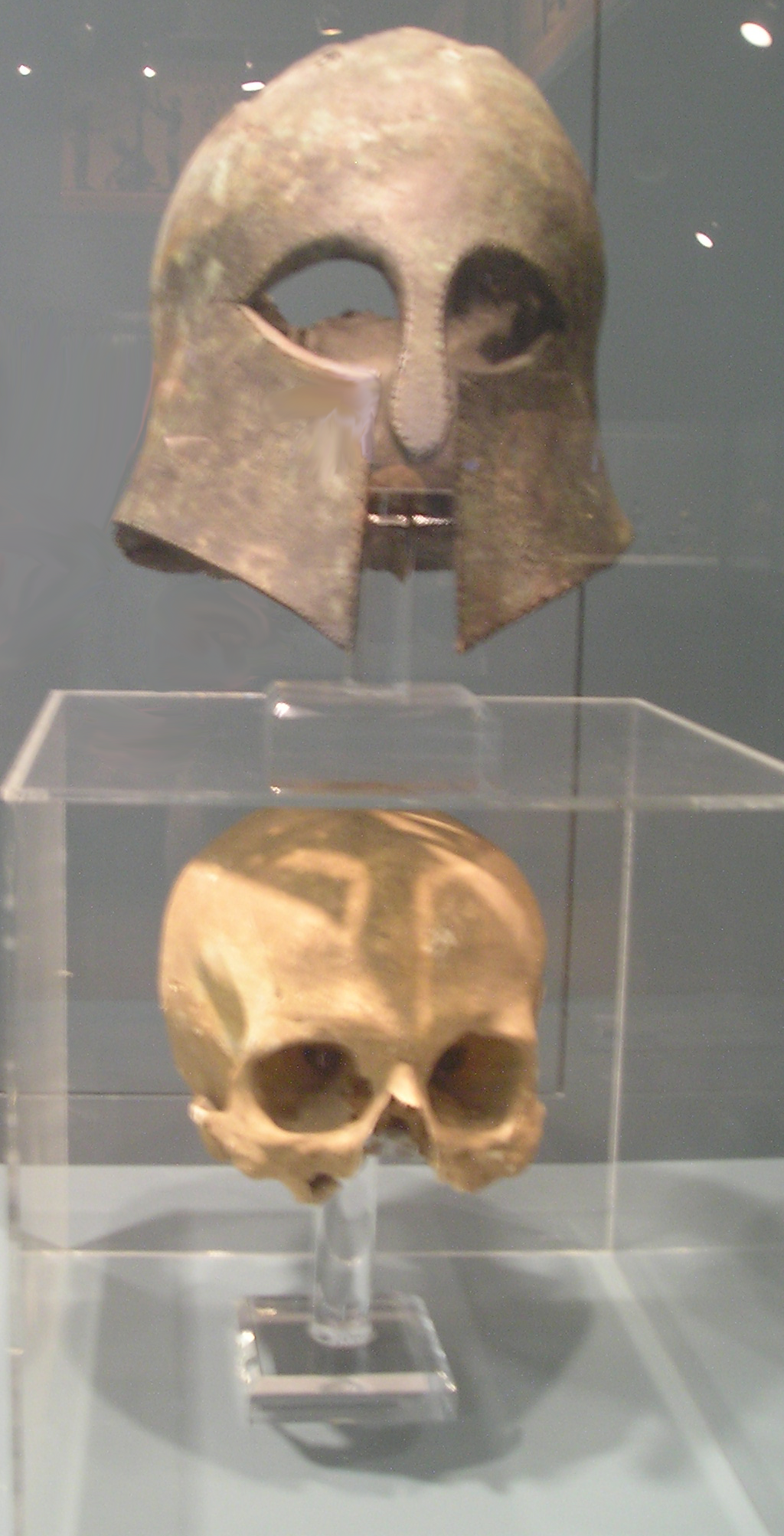
Craniu cu coif corintic, găsit la Maraton
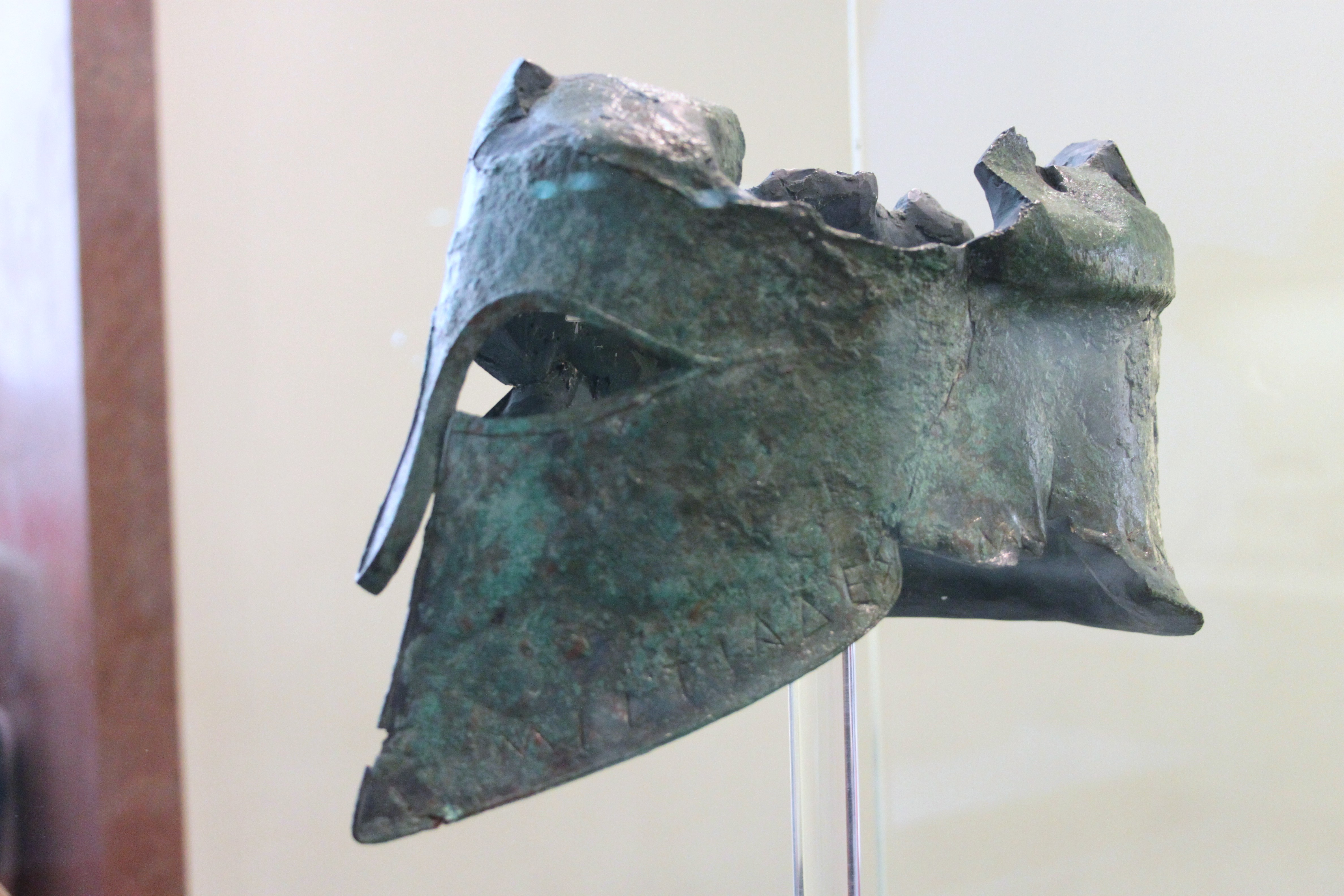
Coiful lui Miltiades
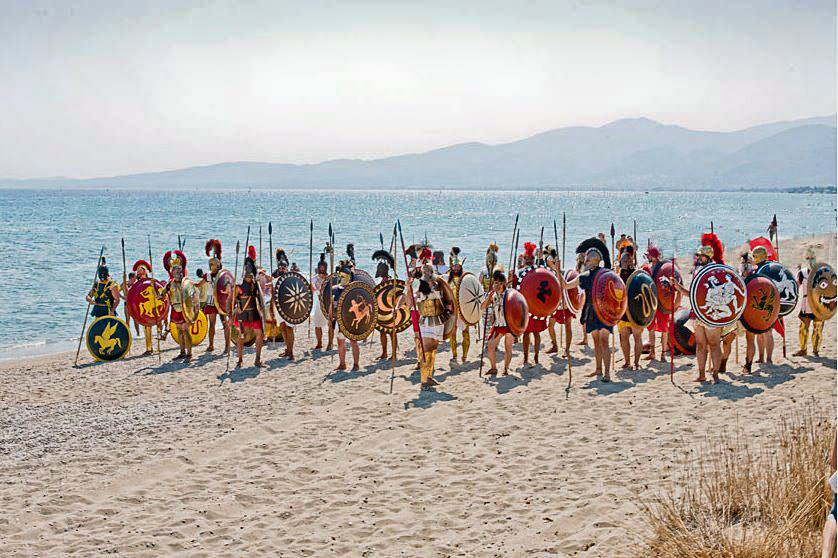
Hopliții atenieni - reconstituire a bătăliei
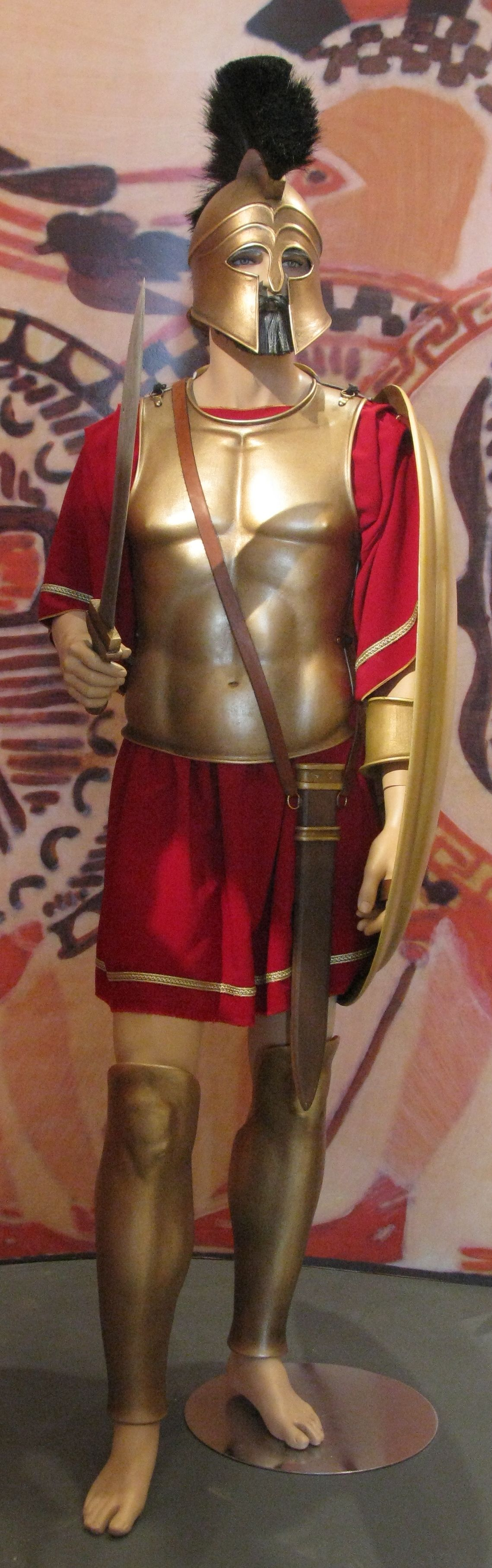
Hoplit atenian - reconstituire
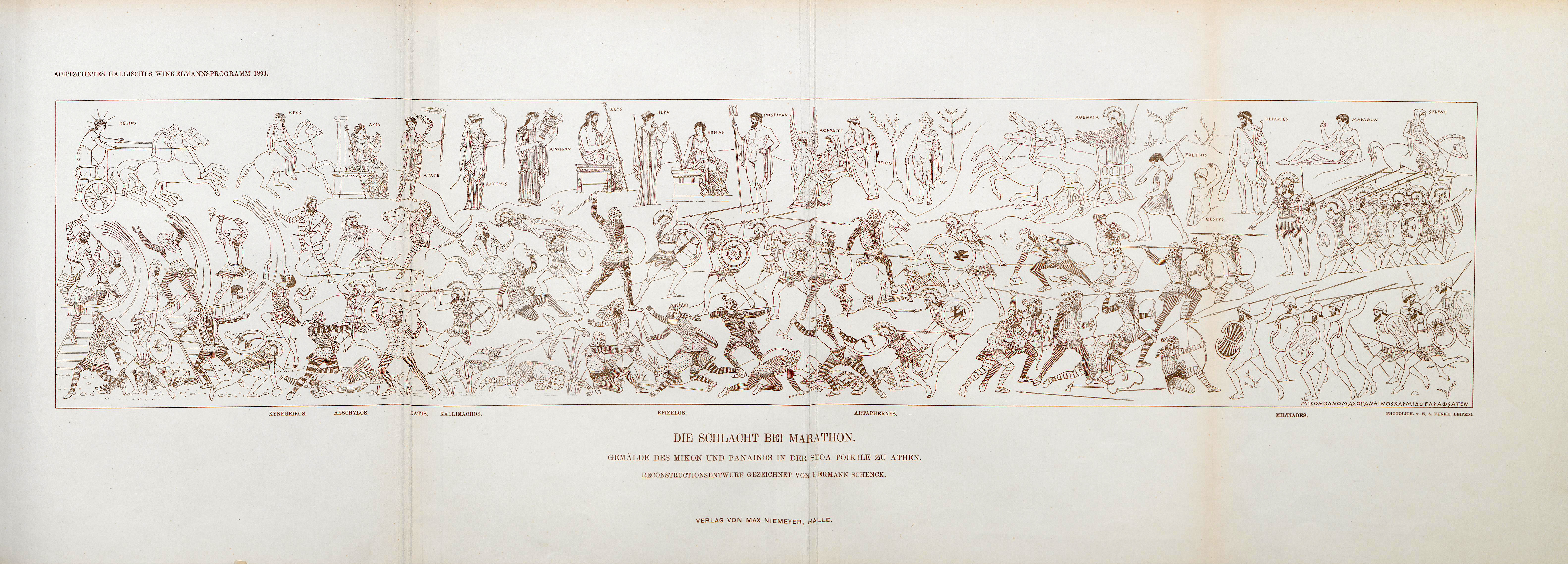
Bătălia de la Maraton - schiță a unei restaurări a porticului agorei ateniene
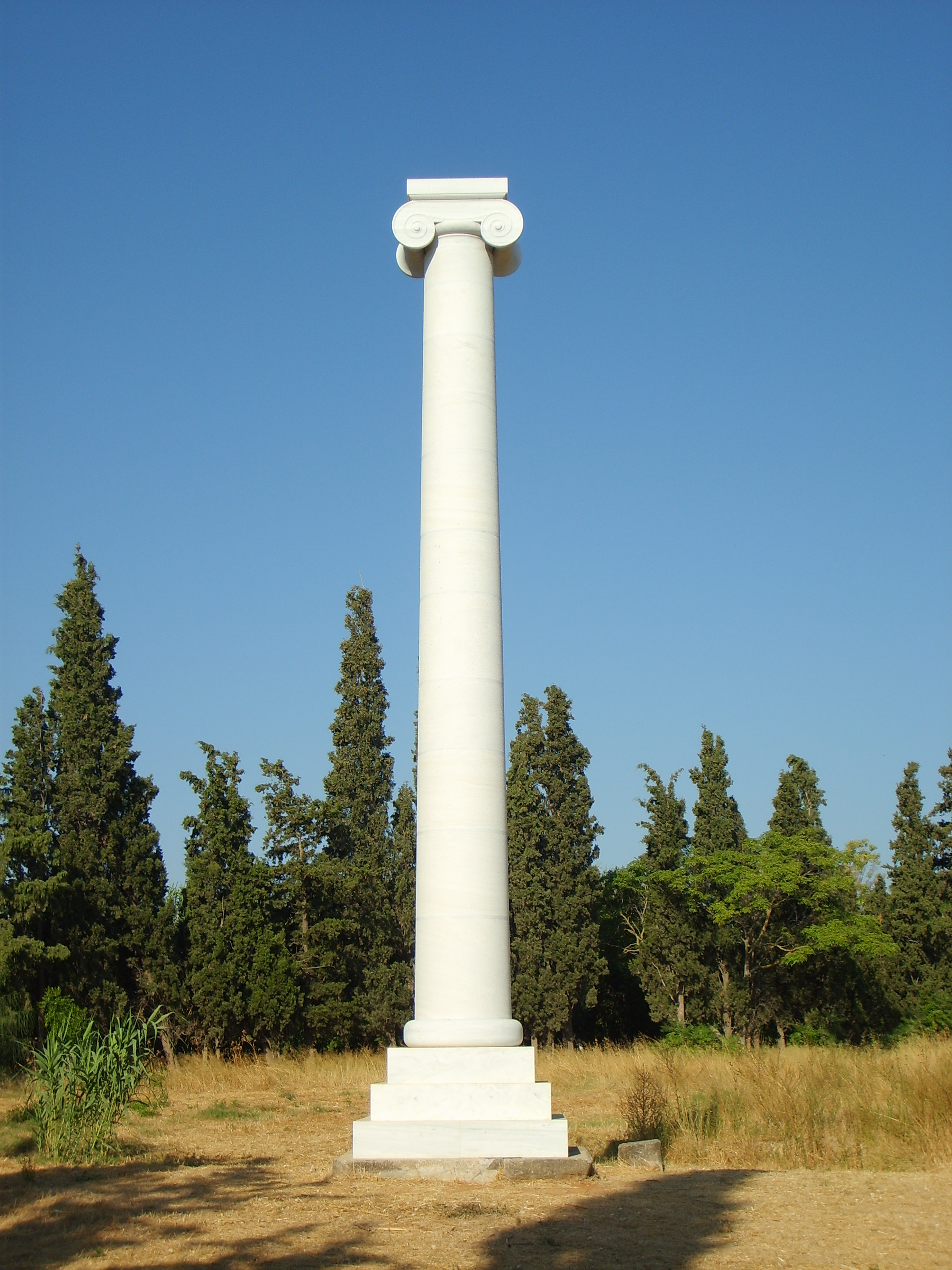
Monumentul de la Maraton